# Christopher Boardman
Christopher Alan Boardman (ur. 11 czerwca 1903 w Norwich, zm. 29 września 1987 tamże) – brytyjski żeglarz sportowy, medalista olimpijski.
Podczas letnich igrzysk olimpijskich w Berlinie (1936) zdobył, wspólnie z Milesem Bellville’em, Russellem Harmerem, Charlesem Leafem i Leonardem Martinem, złoty medal w żeglarskiej klasie 6 metrów.
Po ukończeniu Britannia Royal Naval College w Dartmouth i Trinity College w Cambridge Christopher Boardman dołączył do rodzinnej firmy Colman’s Mustard w Norwich. Nominacja do Rady Dyrektorów zapewniła mu wystarczającą ilość czasu na żeglowanie, a po zdobyciu tytułu kapitana drużyny  Cambridge w rywalizacji z Oksforderm, został członkiem wielu czołowych klubów, w tym Royal Yacht Squadron. Boardman był asystentem sternika na pokładzie jachtu Endeavour podczas regat o Puchar Ameryki w 1934. Podczas II wojny światowej służył jako dowódca korwety w konwojach atlantyckich, natomiast po jej zakończeniu wrócił do interesów w rodzinnej firmie. 
Jego młodszy brat Humphrey Boardman również był olimpijczykiem – startował w zawodach wioślarskich na igrzyskach w Amsterdamie (1928).